# А-220М
А-220М — российская одноорудийная корабельная артиллерийская установка калибра 57 мм.

## История создания
К началу 2000-х в России сложилась обстановка ограниченного финансирования военных разработок. В таких условиях основными работами различных конструкторских бюро стала модернизация ранее разработанных проектов. Одним из таких проектов стала ранее отработанная и рекомендованная к принятию на вооружение артиллерийская установка А-220. К 2003 году началась полномасштабная модернизация. Основной целью модернизации была замена устаревшей элементной базы следящих приводов, и внедрение в конструкцию средств автоматизированного управления и контроля. Кроме того, в конструкцию бункера были внесены изменения с целью снижения заметности корабля.

## Описание конструкции
Установка А-220М представляет собой модернизацию ранее разработанной установки А-220 и предназначена для установки на Сторожевые корабли проекта 22460Е, Ракетные катера проекта 205, Ракетные катера проекта 12418, Ракетно-артиллерийские катера проекта 20970 «Катран», Сторожевые корабли проекта 22500 и  Корабли береговой охраны проекта СРК-2100. Модернизация коснулась элементной базы установки. Следящие приводы заменены на современные электрогидравлические, кроме того введена система автоматизированного управления и контроля. Стрельба ведётся 57-мм осколочно-фугасными снарядами 53-УОФ-281У, входящими в боекомплект автоматической пушки С-60. В бункере установки размещено 400 выстрелов. Дополнительные выстрелы могут перевозиться на стеллажах в корабле. Основными составляющими являются: качающаяся часть, станок, бункер, система автоматизированного управления, пульт управления и защита установки.
Качающаяся часть состоит из ствола с казёнником, установленных на люльке. Люлька оборудована тормозом отката, системой охлаждения, механизмами досылки, поперечной подачи снарядов и экстракции гильзы и ударно-спусковым механизмом. Качающаяся часть установлена в станок, в котором расположены механизмы подачи боеприпасов, гидросистема и система наведения с электрогидравлическими приводами. Бункер служит для размещения боеприпасов. Боеприпасы подаются винтовым шнеком, закреплённым под станком установки. Через шнек выстрелы попадают в коллектор, сопряжённый с вертикальным элеватором, из которого в свою очередь осуществляется подача в транспортёр артиллерийской части. Механизмы бункера установки работают от электрических приводов. Из транспортёра выстрелы выходят на линию досылки и автоматически досылаются в канал ствола. Вся работа механизмов артиллерийской части производится с помощью энергии откатных частей. Установка защищена броневым алюминиевым коробом. Система автоматического управления и контроля обеспечивает ведение огня в автоматическом режиме, а также осуществляет наблюдение за узлами установки. В случае выхода из строя какого-либо из узлов, позволяет оперативно определить место поломки. Для увеличения скорострельности в установке используется система охлаждения. Охлаждающим телом служит морская вода. Вода подаётся под давлением от 5,5 до 8 кгс/см². Средний расход воды — 5,3 л/с.

### Использование в боевом модуле Байкал для Т-15
Под кодом АУ-220М орудие было переработано с корабельного в боевой модуль для установки на шасси сухопутной техники.
Получивший название "Байкал" боевой модуль предназначен для установки на БМП для добавления огневой мощи против таких бронированных воздушных целей, как штурмовики и тяжёлые ударные вертолёты. По интервью заместителя генерального директора корпорации «УралВагонЗавод» Вячеслава Халитова цель заключается в замене 30 мм орудия БМП Армата Т-15 на 57 мм в первую очередь для повышения эффективности борьбы с воздушными целями.

## Тактико-технические характеристики
- Калибр: 57 мм;
- Количество автоматов: 1;
- Углы:
  - Возвышения (макс.): +85°;
  - Снижения (мин.): −10°;
  - Горизонтальный: ±180°;
- Высота башни от основания: 1795 мм;
- Высота линии огня от основания: 1025 мм;
- Масса: 6000 кг;
- Скорострельность одного ствола: 300 выстр/мин;
- Количество выстрелов готовых к стрельбе: 400;
- Тип (индекс) боеприпаса: УОР-281/УОР-281У;
- Тип снаряда: МГЗ-57/МГ-57;
- Дальность стрельбы: 
  - По высоте: до 8000 м;
  - Горизонтальная: до 12000 м (баллистическая);[6]